# Poemenia

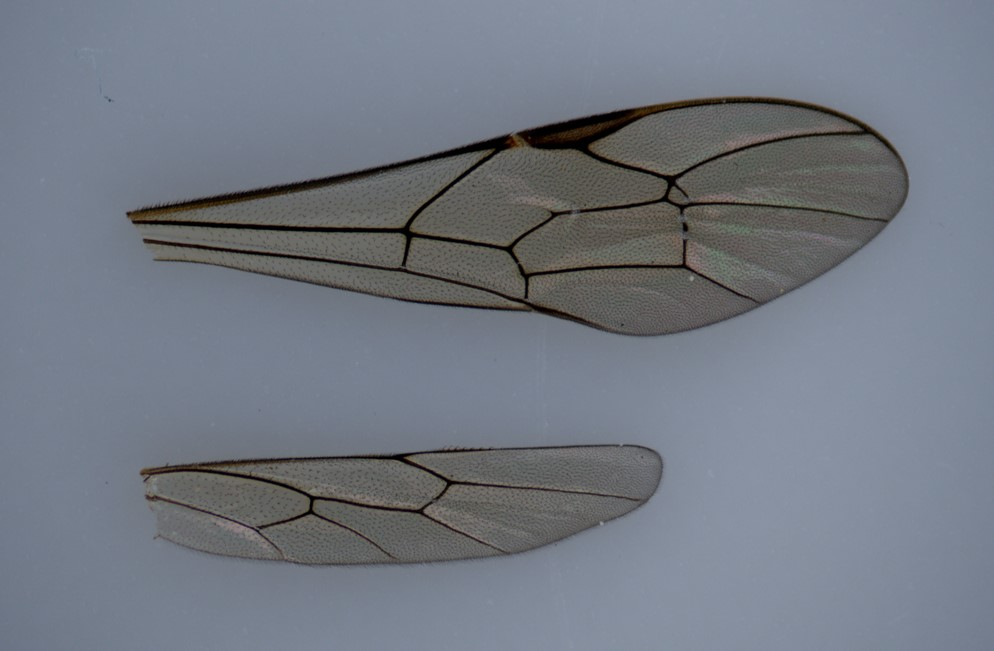
Flügel von Poemenia hectica

Poemenia ist eine Schlupfwespengattung in der Unterfamilie Poemeniinae. Innerhalb dieser ist sie der Tribus Poemeniini zugeordnet. Die Gattung wurde 1859 von dem schwedischen Entomologen August Holmgren (1829–1888) eingeführt. Typusart ist Poemenia notata Holmgren, 1859. Die Gattung Poemenia ist in Deutschland mit 4 Arten vertreten.

## Merkmale
Die mittelgroßen schlanken Schlupfwespen zeichnen sich durch folgende Eigenschaften aus. Die Augeninnenränder sind ventral annähernd parallel. Der Clypeus ist ungefähr zweimal so breit wie lang und gleichmäßig konvex. Die Mandibeln weisen jeweils zwei Zähne auf, wobei der untere Zahn eher länglich ist. Der obere Teil der Genae (Wangenbereich) ist nicht oder fein skulptiert. Das Mesoscutum (Rückenplatte) besitzt keine querverlaufenden Falten oder es besitzt feine Fältchen, die mit den Notauli verbunden sind. Ein Kiel am Praepectus (epicnemial carina) fehlt. Ein Areolet (kleine Flügelzelle) kann vorhanden sein oder fehlen. Die Hinterflügelader 1-cu ist merklich kürzer als cu-a. Die Klauen der Tarsen sind einfach gestaltet. Das zweite Tergit ist ohne anterolaterale Gruben.

## Lebensweise
Die Vertreter der Gattung Poemenia sind vermutlich idiobionte Ektoparasitoide. Zu ihren Wirten gehören hauptsächlich Grabwespen aus der Familie Crabronidae, die ihre Nester in Löchern oder Hohlräumen in holzigen Stängeln oder Ästen anlegen. Weitere Wirte gehören zu den Bockkäfern und zur Grabwespenfamilie Sphecidae.

## Systematik
Zur Gattung Poemenia werden etwa 17 beschriebene Arten gerechnet, wovon 3 in der Orientalis vorkommen, 2 transpaläarktisch verbreitet sind, 2 nur in der Westpaläarktis vorkommen, 6 nur in der Ostpaläarktis vorkommen sowie 4 in der Nearktis verbreitet sind.
Im Folgenden die Arten der Gattung Poemenia:
- Poemenia albipes (Cresson, 1870) – Nearktis
- Poemenia americana (Cresson, 1870) – Nearktis
- Poemenia brachyura Holmgren, 1860 – Europa, China
- Poemenia brevis Sheng & Sun, 2010 – China
- Poemenia burmanica Gupta, 1980 – Orientalis
- Poemenia collaris (Haupt, 1917) – Europa
- Poemenia depressa Wang & Gupta, 1995 – China
- Poemenia hectica (Gravenhorst, 1829) – Europa, Ostasien
- Poemenia kashmirica Gupta, 1980 – Orientalis
- Poemenia maculata Sheng & Sun, 2016 – China
- Poemenia notata Holmgren, 1859 – Europa
- Poemenia pacifica Habeck & Townes, 1960 – Nearktis
- Poemenia pedunculata He, 1996 – China
- Poemenia qinghaiensis Sheng & Sun, 2016 – China
- Poemenia quercusia Sun & Sheng, 2017 – China
- Poemenia taiwana Sonan, 1936 – Taiwan
- Poemenia thoracica (Cresson, 1879) – Nearktis